# Pyrolirion albicans
Pyrolirion albicans är en amaryllisväxtart som beskrevs av Herb.. Pyrolirion albicans ingår i släktet Pyrolirion och familjen amaryllisväxter.
Artens utbredningsområde är Peru. Inga underarter finns listade i Catalogue of Life.